# Teresia Constantia Phillips
Teresia Constantia Phillips, född 1709, död 1765, var en brittisk kurtisan. 

## Biografi
Teresia Constantia Phillips var dotter till en kadett från Wales. Familjen, som hade hamnat i fattigdom, flyttade 1717 till London, där de blev välgörenhetsskyddslingar till änkehertiginnan av Bolton, som var hennes mors gudmor. Teresia Constantia Phillips utbildades på Mrs. Filler's boarding-school i Prince's Court i Westminster.
Det är okänt när hon blev kurtisan. ‘Thomas Grimes’, d.v.s. Earlen of Chesterfield, ska ha varit hennes klient 1721, men detta tillbakavisades offentligt som förtal i domstol 1748. Hon gifte sig 1722 med en Mr. Devall, för att genom en gift kvinnas legala status undvika att arresteras för skuldsättning: äktenskapet var illegalt, och Devall var redan gift på annat håll. Hon gifte sig 1723 med den förmögne Henry Muilman, som året därpå lät annullera äktenskapet. Exakt vad som är sanningsenligt med hennes levnadshistoria och vad som är uppdiktat, är oklart, men hon var under de följande åren aktiv i Storbritannien, Frankrike och Västindien, och blev berömd och beryktad för sitt äventyrliga liv som kurtisan. Hon nämns som ‘Con Phillips’ av Horace Walpole och av Henry Fielding i dennes verk ‘Amelia.’
Teresia Constantia Phillips utgav en självbiografi, ‘An Apology for the Conduct of Mrs. Teresia Constantia Phillips, more particularly that part of it which relates to her Marriage with an eminent Dutch Merchant’, först utgiven i delar, och från 1748 i tre inbundna volymer. Hennes biografi uppfattades som utpressning och var föremål för rättsprocesser och offentlig debatt. Hon var vid denna tid djupt skuldsatt. Hennes före detta make Muilman lyckades 1754 genom mutor göra det möjligt för henne att fly till Jamaica.
På Jamaica utnämndes hon år 1757 till 'Master of the Revels' av guvernören, ett offentligt ämbete med uppgift att organisera över de offentliga festligheterna kring guvernören, och som introducerades just för henne: hon var dess första innehavare. Att en kvinna hade ett offentligt ämbete på denna tid var mycket ovanligt. Hon torde som sådan ha samarbetat med den 1753 grundade teatern i Kingston, som spelade en viktig roll inom offentlig representation. Hon uppges ha gift sig tre gånger på Jamaica, och blivit förmögen på sina första två makars död.